# Donyo Dorje (Beri)
Donyo Dorje (tibétain : དོན་ཡོད་རྡོ་རྗེ, Wylie : Don yod rdo-rje, THL : dön yö dorjé, 顿月多吉, dùnyuè duōjí) ou Beri Donyo Dorje (བེ་རི་དོན་ཡོད་རྡོ་རྗེ, be ri don yod rdo rje, béri dönyö dorjé), qui vit au XVIIe siècle et meurt en 1640, est le roi du Béri (en Tibétain, Hor Beri, une des régions du Hor au Kham, ou en chinois Baili Tusi (白利土司, un des nombreux Tusi (cheftaine) du Kham)), territoire situé dans le Kham, région de l'himalaya, situé à l'Est du Tibet. Il est de religion bön (religion chamanique tibétaine), et comme Langdarma (dernier dirigeant de l'Empire du Tibet), un grand ennemi du bouddhisme et a détruit toutes les institutions bouddhiques des bonnets rouges et bonnets jaunes au Kham.
.
C'est un allié du desi Tsang (gTsang) (dynastie Tsangpa), Karma Tenkyong Wangpo (règne 1620 – 1642), proche de l'école sharma (bonnets rouges) lorsqu'il s'empare de Lhassa
Il s'apprête à partir avec une large armée pour conquérir le Tibet central, mais c'est à ce moment que les troupes mongoles qoshots de Gushi Khan arrivent au Kham.
Pendant l'hiver de l'année du bœuf de feu (1640), Güshi Khan, après avoir visité Kokonor s'attaque au Kham le 25e jour du 11e mois, pensant que le roi du Béri était dangereux pour toutes les églises, il annexe le Béri, tue le roi et libère les moines qu'il avait fait prisonniers, puis prend sous son contrôle tous les territoires qui bordent Jangaathul, les domaines du roi de Jangsa.